# The Erosion of Sanity
The Erosion of Sanity drugi je studijski album kanadskog tehničkog death metal-sastava Gorguts. Diskografska kuća Roadrunner Records objavila ga je 19. siječnja 1993. Iako se sada smatra prekretnicom u žanru, izdanje albuma poklopilo se s padom popularnosti death metala kao žanra, a Roadrunner je odlučio izbaciti Gorguts sa svog popisa. Sastav je nakon toga ušao u petogodišnje stanje limba u kojem su prekinuli turneju, tijekom koje su svi članovi osim Luca Lemaya otišli. Gorguts se kasnije vratio s novom postavom, izdajući svoj treći studijski album Obscura iz 1998.
Album je remasteriran i ponovno izdan s Considered Dead kao dio Roadrunner's Two from the Vault serije, 2004. Ponovno je objavljen 2006. s dvije dodatne demo pjesme.

## Popis pjesama
Tekstovi: Luc Lemay, glazba: Gorguts.
| 1.    | »With Their Flesh, He'll Create« | 4:03 |
| 2.    | »Condemned to Obscurity«         | 4:51 |
| 3.    | »The Erosion of Sanity«          | 4:53 |
| 4.    | »Orphans of Sickness«            | 5:21 |
| 5.    | »Hideous Infirmity«              | 4:05 |
| 6.    | »A Path Beyond Premontion«       | 4:57 |
| 7.    | »Odors of Existence«             | 3:47 |
| 8.    | »Dormant Misery«                 | 4:53 |
| 36:50 |                                  |      |

| Bonus pjesme na reizdanju iz 2006. | Bonus pjesme na reizdanju iz 2006.        | Bonus pjesme na reizdanju iz 2006. | Bonus pjesme na reizdanju iz 2006. | Bonus pjesme na reizdanju iz 2006. | Bonus pjesme na reizdanju iz 2006. | Bonus pjesme na reizdanju iz 2006. | Bonus pjesme na reizdanju iz 2006. | Bonus pjesme na reizdanju iz 2006. | Bonus pjesme na reizdanju iz 2006. |
| Br.                                | Skladba                                   | Trajanje                           |                                    |                                    |                                    |                                    |                                    |                                    |                                    |
| ---------------------------------- | ----------------------------------------- | ---------------------------------- | ---------------------------------- | ---------------------------------- | ---------------------------------- | ---------------------------------- | ---------------------------------- | ---------------------------------- | ---------------------------------- |
| 9.                                 | »A Path Beyond Premontion« (demo verzija) | 5:04                               |                                    |                                    |                                    |                                    |                                    |                                    |                                    |
| 10.                                | »Disecting the Adopted« (demo verzija)    | 5:21                               |                                    |                                    |                                    |                                    |                                    |                                    |                                    |
| 47:15                              |                                           |                                    |                                    |                                    |                                    |                                    |                                    |                                    |                                    |

## Osoblje
| Gorguts - Luc Lemay – gitara, vokal, logotip - Sylvain Marcoux – gitara - Eric Giguere – bas-gitara - Stéphane Provencher – bubnjevi | Ostalo osoblje - Steve Harris – produkcija, inženjer zvuka, miks - Colin Richardson – miks - Luc Pellerin – asistent inženjera zvuka - Eddy Schreyer – mastering - Nathalie Duquette – fotografije sastava - Jean Pierre Dubois – fotografije - Dan Seagrave – naslovnica albuma, ilustracije |